# Ratpenat frugívor de Brooks
El ratpenat frugívor de Brooks (Dyacopterus brooksi) és una espècie de ratpenat de la família dels pteropòdids. És endèmic de Sumatra (Indonèsia). El seu hàbitat natural són els boscos primaris de plana i els boscos secundaris. Està amenaçat per la desforestació i els incendis forestals.